# Eulepidotis santosina
Eulepidotis santosina är en fjärilsart som beskrevs av George Francis Hampson 1926. Eulepidotis santosina ingår i släktet Eulepidotis och familjen nattflyn. Inga underarter finns listade i Catalogue of Life.